# Charles Dance

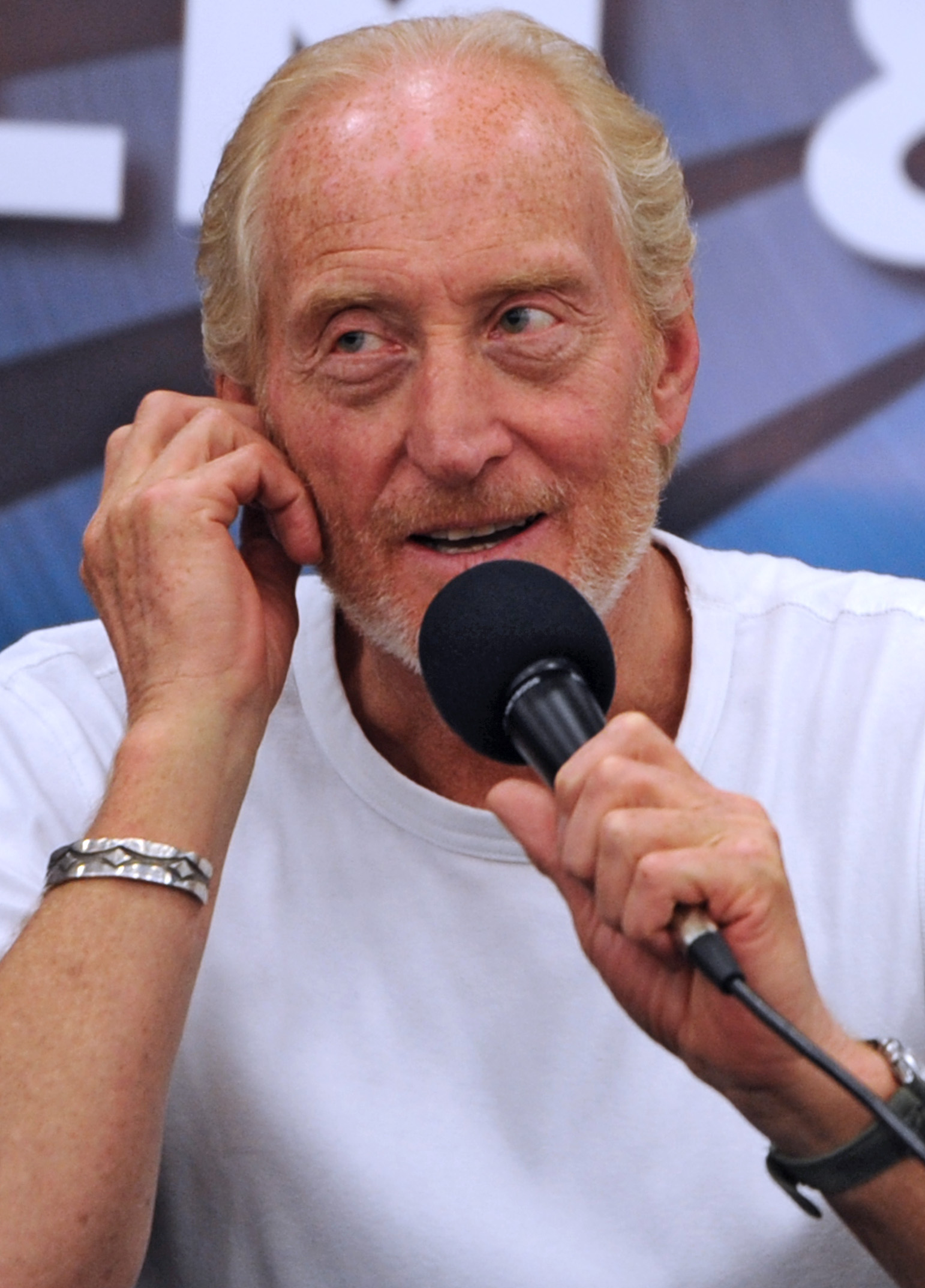
Charles Dance (2012)

Charles Dance OBE (* 10. Oktober 1946 in Redditch, England) ist ein britischer Schauspieler und Regisseur.

## Leben
Charles Dance ist der Sohn einer Köchin und eines Ingenieurs. Er studierte Grafikdesign am Plymouth College of Art, bevor er sich der Schauspielerei zuwandte. Seit Mitte der 1970er Jahre ist er ein Mitglied der Royal Shakespeare Company und machte sich als Theaterschauspieler einen Namen. Dies führte ihn in verschiedenen Städten des Vereinigten Königreiches wie London, Stratford-upon-Avon und Newcastle upon Tyne in einer Vielzahl von Stücken auf die Theaterbühne.
Dem Kinopublikum ist er aus Nebenrollen in zahlreichen Filmen bekannt, unter anderem aus Auf der Suche nach dem goldenen Kind mit Eddie Murphy, Alien 3 mit Sigourney Weaver, Last Action Hero mit Arnold Schwarzenegger und Ali G in da House mit Sacha Baron Cohen alias „Ali G“. Weiterhin trat er in vielen Fernsehserien auf, die aber eher dem britischen und US-amerikanischen Publikum bekannt sind, u. a. in Das Juwel der Krone (nach The Jewel in the Crown von Paul Scott). Von 2011 bis 2015 spielte er die Rolle des Lord Tywin Lennister in der Fernsehserie Game of Thrones. Außerdem war er 2019 und 2020 als Louis Mountbatten, 1. Earl Mountbatten of Burma in der Netflix-Serie The Crown zu sehen.
In dem am 19. Mai 2015 erschienenen Videospiel The Witcher 3: Wild Hunt leiht er seine Stimme der Figur Emhyr var Emreis.
In letzter Zeit wird er überwiegend von Leon Rainer synchronisiert.

## Persönliches
Dance wurde am 17. Juni 2006 als Officer in den Order of the British Empire aufgenommen.
Von 1970 bis 2004 war er mit Joanna Haythorn verheiratet. Er hat aus dieser Ehe einen Sohn (* 1976) und eine Tochter (* 1984). Dance wurde 2012 erneut Vater einer Tochter. Die Mutter seiner Tochter ist seine Verlobte Eleanor Boorman.
Derzeit lebt Dance in Devon (England).

## Filmografie (Auswahl)

### Als Darsteller
- 1974: Father Brown (Fernsehserie, Folge 1x13)
- 1975: Edward VII (Edward the Seventh, Fernsehserie, zwei Folgen)
- 1981: James Bond 007 – In tödlicher Mission (For Your Eyes Only)
- 1983: Die Profis (The Professionals, Fernsehserie, Folge 5x09)
- 1985: Eine demanzipierte Frau (Plenty)
- 1986: Auf der Suche nach dem goldenen Kind (The Golden Child)
- 1987: Good Morning, Babylon (Good Morning, Babylonia)
- 1987: Zwischenleben (Out on a Limb, Fernsehfilm)
- 1987: Die letzten Tage in Kenya (White Mischief)
- 1988: Die vergessene Insel (Pascali’s Island)
- 1988: Marys Baby – Die Geburt einer neuen Art (First Born)
- 1989: Goldeneye – Der Mann, der James Bond war (Goldeneye: The Secret Life of Ian Fleming, Fernsehfilm)
- 1990: Das Phantom der Oper (The Phantom of the Opera)
- 1992: Alien 3 (Alien³)
- 1993: Last Action Hero
- 1994: China Moon
- 1996: Space Truckers
- 1996: Michael Collins
- 1997: Rebecca (Fernsehfilm)
- 1998: Anwältinnen küsst man nicht (What Rats Won’t Do)
- 1998: Hilary & Jackie (Hilary and Jackie)
- 2001: Dark Blue World (Tmavomodrý svět)
- 2001: The Life and Adventures of Nicholas Nickleby (2-teiliger Fernsehfilm)
- 2001: Gosford Park
- 2002: Ali G in da House (Ali G Indahouse)
- 2003: Swimming Pool
- 2003: Henry VIII (Fernsehfilm)
- 2005: To the Ends of the Earth (Miniserie)
- 2006: Scoop – Der Knüller (Scoop)
- 2006: Bleak House (Fernsehserie, zwölf Folgen)
- 2006: Agatha Christie’s Marple: Lauter reizende alte Damen (Marple: By the Pricking of My Thumbs, Fernsehfilm)
- 2006: Wir verstehen uns wunderbar (Désaccord parfait)
- 2007: The Contractor – Doppeltes Spiel (The Contractor)
- 2007: Intervention
- 2009: Merlin – Die neuen Abenteuer (Merlin, Fernsehserie, Folge 2x07)
- 2010: Terry Pratchett – Ab die Post (Going Postal, zweiteiliger Fernsehfilm)
- 2010: Rosamunde Pilcher: Vier Frauen – Virginias Geheimnis (This September – Family Secret, Fernsehfilm)
- 2010: Rosamunde Pilcher: Vier Frauen – Olivias Schicksal (This September – A Healing Heart, Fernsehfilm)
- 2011: Ironclad – Bis zum letzten Krieger (Ironclad)
- 2011: Your Highness
- 2011: Neverland – Reise in das Land der Abenteuer (Neverland, Miniserie)
- 2011–2015: Game of Thrones (Fernsehserie, 27 Folgen)
- 2012: Underworld: Awakening
- 2012: Strike Back (Fernsehserie)
- 2012: Secret State (Fernsehserie)
- 2012: Footsoldiers of Berlin – Ihr Wort ist Gesetz (St. George’s Day)
- 2013: Patrick
- 2014: Fürst der Dämonen (Viy)
- 2014: The Imitation Game – Ein streng geheimes Leben (The Imitation Game)
- 2014: Dracula Untold
- 2015: Die Frau in Gold (Woman in Gold)
- 2015: Der Admiral – Kampf um Europa (Michiel de Ruyter)
- 2015: Kind 44 (Child 44)
- 2015: Victor Frankenstein – Genie und Wahnsinn (Victor Frankenstein)
- 2015: Childhood’s End (Fernsehminiserie, drei Folgen)
- 2015: Und dann gabs keines mehr (And Then There Were None, Miniserie, drei Folgen)
- 2016: Stolz und Vorurteil und Zombies (Pride and Prejudice and Zombies)
- 2016: Ein ganzes halbes Jahr (Me Before You)
- 2016: Ghostbusters (Ghostbusters: Answer the Call)
- 2016: Underworld: Blood Wars
- 2017: Euphoria
- 2017: That Good Night
- 2018: Happy New Year, Colin Burstead.
- 2018: Johnny English – Man lebt nur dreimal (Johnny English Strikes Again)
- 2018: Die Libelle (The Little Drummer Girl, Miniserie)
- 2019: The Widow (Fernsehserie)
- 2019: Iron Mask (Viy 2: Journey to China)
- 2019: Godzilla II: King of the Monsters (Godzilla: King of the Monsters)
- 2019: Die Erlösung der Fanny Lye (Fanny Lye Deliver’d)
- 2019–2020: The Crown (Fernsehserie, 5 Folgen)
- 2020: The Book of Vision
- 2020: Mank
- 2020: Der Aufstieg von Weltreichen: Das osmanische Reich (Rise of Empires: Ottoman, Dokuserie, Stimme des Erzählers)
- 2021: The King’s Man: The Beginning (The King’s Man)
- 2022: Against the Ice
- 2022: Sandman (The Sandman, Folge 1x01)
- 2023: Rabbit Hole (Fernsehserie, 8 Folgen)
- 2024: Rumours
- seit 2024: The Day of the Jackal (Fernsehserie, 6 Folgen)

### Als Regisseur
- 2006: Der Duft von Lavendel (Ladies in Lavender)